# Plasa Comrat, județul Tighina
Plasa Comrat a fost o subdiviziune administrativă a județului Tighina, România. Plasa Comrat este situată la extremitatea sudică a județului la o distanță de 110 km de Tighina și 103 km de Chișinău, fiind învecinată cu județele: Cahul, Chilia-Nouă și Ismail. În 1942, plasa un număr de 17 comune, din care 16 sunt comune rurale și o comună urbană nereședință. Reședința plasei este în orașul Comrat.

## 1918-1925
Plasa Comrat a existat din momentul unirii Basarabiei cu România și până la unificarea administrativă din 1925.
1. Avdarma (Avdorma) - 2266 locuitori
2. Bașcalia - 1687 locuitori
3. Baurci - 3503 locuitori
4. Beșalma - 2735 locuitori
5. Beș-Ghioz sau Copcui - 2368 locuitori
6. Borogani - 452 locuitori
7. Cezaiaclia - 4674 locuitori
8. Ceadâr-Lunga - 8198 locuitori
9. Chiriutnea - 4034 locuitori
10. Chiriet-Lunga - 1821 locuitori
11. Chirsova sau Baschiov - 3937 locuitori
12. Cioc-Maidan sau Carlâc - 2607 locuitori
13. Comrat - 17196 locuitori
14. Desghinge sau Deshinge - 4355 locuitori
15. Djoltai - 1269 locuitori
16. Feraponteuca (Ferapontievca) - 2367 locuitori
17. Haidar (Gaigar) - 3154 locuitori
18. Tomai3 - 876 locuitori
19. Tvardița - 6141 locuitori
20. Valea Perjii - 5353 locuitori
21. Valea Perjii Moldovenească - 1277 locuitori

## 1941-1944
| Nr.   | Comună                  | Localități componente              | Locuitori, 1941 | În prezent                       |
| ----- | ----------------------- | ---------------------------------- | --------------- | -------------------------------- |
| 1     | Abaclia                 | Abaclia                            | 3.196           | Abaclia, Basarabeasca, Moldova   |
| 2     | Avdarma                 | Avdarma                            | 3.114           | Avdarma, Găgăuzia, Moldova       |
| 3     | Bașcalia                | Bașcalia                           | 2.389           | Bașcalia, Basarabeasca, Moldova  |
| 4     | Beș-Ghioz               | Beș-Ghioz                          | 2.823           | Beșghioz, Găgăuzia, Moldova      |
| 5     | Ceadâr-Lunga            | Ceadâr-Lunga                       | 7.667           | Ceadîr-Lunga, Moldova            |
| 6     | Chiriet-Lunga           | Chiriet-Lunga                      | 2.726           | Chiriet-Lunga, Găgăuzia, Moldova |
| 7     | Chirosca                | Chirsova                           | 4.898           | Chirsova, Găgăuzia, Moldova      |
| 8     | Cioc-Maidan             | Cioc-Maidan                        | 4.051           | Cioc-Maidan, Găgăuzia, Moldova   |
| 9     | Dezghinge               | Dezghinge                          | 5.415           | Dezghingea, Găgăuzia, Moldova    |
| 10    | Djoltai                 | Djoltai                            | 1.607           | Joltai, Găgăuzia, Moldova        |
| 11    | Feraponteanca           | Feraponteanca                      | 1.408           | Ferapontievca, Găgăuzia, Moldova |
| 12    | Gaidari                 | Gaidari                            | 3.118           | Gaidar, Găgăuzia, Moldova        |
| 13    | Malu-Mare               | Malu-Mare                          | 1.773           | Malu Mare, Bolgrad, Ucraina      |
| 14    | Românești               | Basarabeasca-Gară Bojoga Românești | 442 1.170       | Basarabeasca, Moldova            |
| 15    | Tomai                   | Tomai                              | 4.656           | Tomai, Moldova                   |
| 16    | Tvardița                | Tvardița                           | 5.343           | Tvardița, Taraclia, Moldova      |
| 17    | Comrat                  | Comrat                             | 11.943          | Comrat, Găgăuzia, Moldova        |
| Total | 17 comune rurale/urbane | 19 localități                      | 67.739          |                                  |